# تجهیزات حفاظتی شخصی

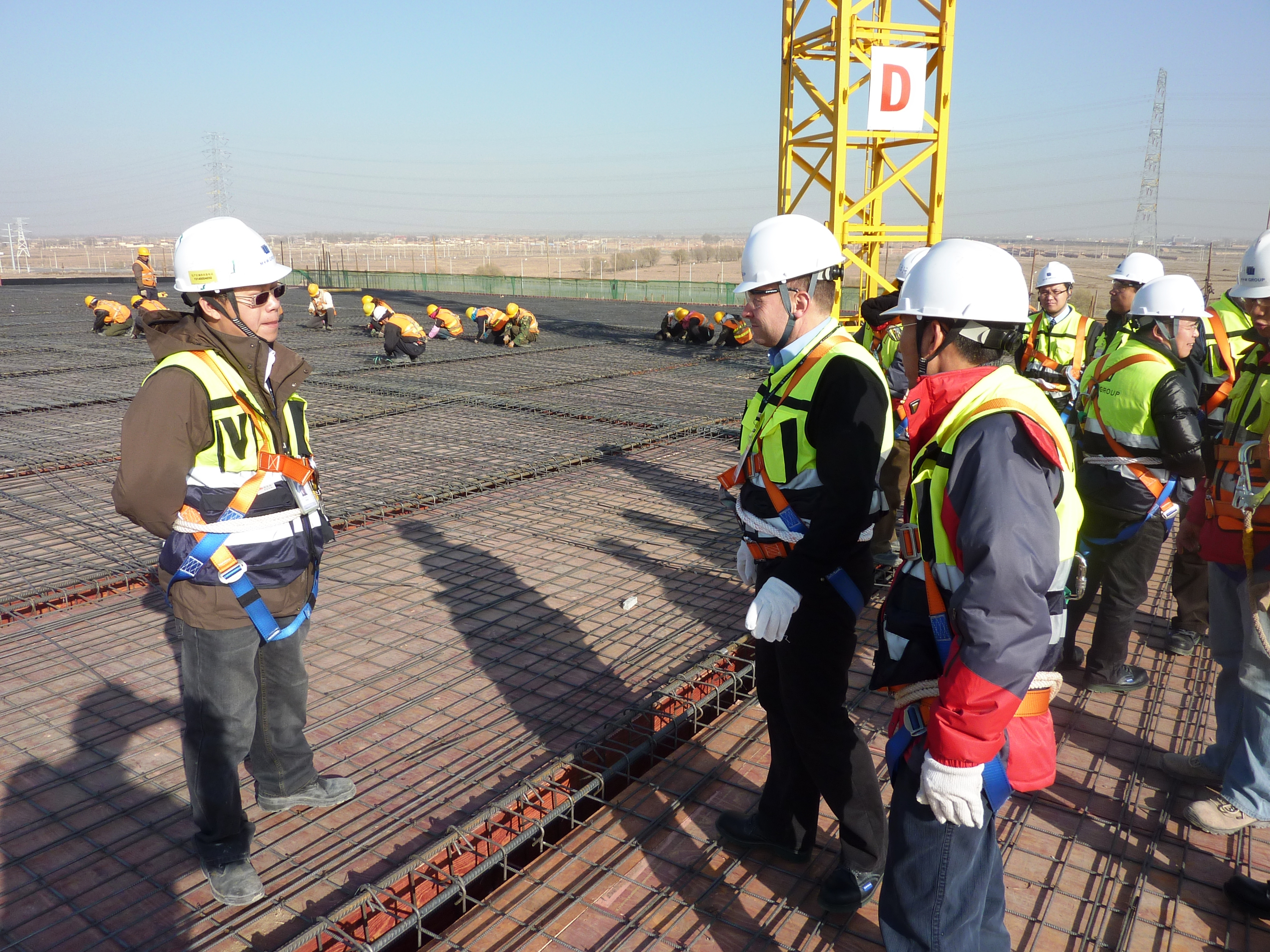
استفاده از تجهیزات حفاظت شخصی در محل ساخت و ساز

تجهیزات حفاظتی شخصی (انگلیسی: Personal protective equipment با کوته‌نوشت معادل PPE) به ابزار، تجهیزات و پوشش‌های محافظتی اطلاق می‌گردد، که استفاده‌کننده را در برابر هرگونه خطرات سلامتی یا ایمنی در محل کار محافظت می‌کند. تجهیزات حفاظتی شخصی شامل مواردی چون کلاه ایمنی، دستکش، حفاظت از چشم، جلیقه ضد گلوله، کفش ایمنی، ماسک غواصی، محافظ گوش و تجهیزات تنفسی می‌باشد. 

## انواع

### ماسک
از ماسک برای حفاظت افراد از تنفس آلاینده‌های موجود در هوا استفاده می‌شود به عبارت دیگر برای بهداشت مجاری تنفسی از آن استفاده می‌شود. بعضی از ماسک‌ها مثل ماسک گاز و ماسک ذرات غبار، فیلتردار هستند.

### محافظت از پوست
بیماری‌های پوست در محیط کار مثل درماتیت تماسی و سرطان پوست از شایع‌ترین بیماری‌ها در محیط کار هستند و بسیار پرهزینه می‌باشند.
شامل لباس‌های مخصوص مانند روپوش و شلوار ایمنی، لباس‌های ضد آتش، لباس‌های ضد مواد شیمیایی و لباس‌های ایمن در برابر اشعه می‌شود.

### عینک ایمنی
این تجهیزات برای محافظت از چشم‌ها در برابر خطراتی مانند ذرات معلق، اشعه مضر، مواد شیمیایی و شرایط نوری شدید استفاده می‌شوند. عینک‌های حفاظتی معمولاً دارای لنزهای مقاوم و اندازه های قابل تنظیم هستند.

### دستکش ایمنی
دستکش‌های کار به منظور حفاظت از دست‌ها در برابر خطراتی مانند بریدگی، ضربه، شوک الکتریکی، مواد شیمیایی و غیره استفاده می‌شوند. دستکش‌ها می‌توانند از جنس‌های مختلفی مانند لاتکس، نیتریل، وینیل، کتان، چرم یا آلومینیوم باشند و هرکدام برای موارد خاصی از خطرات محافظت می‌کنند.

### کفش‌های ایمنی
کفش‌های ایمنی برای محافظت از پاها در برابر خطراتی مانند ضربه، برش، لغزش، مواد شیمیایی و گرما و سرما استفاده می‌شود. این کفش‌ها باید دارای زیره مقاوم، بخشی برای محافظت از انگشتان پا و مناسب برای شرایط کاری مشخصی باشند.

### محافظ گوش
سر و صدای ناشی از دستگاه های صنعتی اغلب به عنوان یک خطر شغلی نادیده گرفته می شود، زیرا با چشم قابل مشاهده نیست. به‌طور کلی، حدود 22 میلیون کارگر در ایالات متحده سالانه در معرض صداهای آسیب‌رسان به گوش قرار می‌گیرند. جالب است بدانید که افت شنوایی شغلی 14 درصد از کل بیماری های شغلی را در سال 2007 تشکیل می دهد یعنی چیزی در حدود 23000 مورد. 

## انواع  درسته بندی تجهیزات ایمنی کار
تجهیزات ایمنی کار مجموعه‌ای از ابزارها و وسایلی هستند که برای محافظت از کارکنان و کاهش خطرات ناشی از فعالیت‌های صنعتی و محیط‌های کاری استفاده می‌شوند. این تجهیزات با هدف پیشگیری از حوادث، کاهش آسیب‌ها و حفظ سلامت و ایمنی کارکنان طراحی شده‌اند.
1. پوشش‌های ایمنی: این دسته شامل کلاه ایمنی، عینک محافظ، ماسک تنفسی، دستکش، کفش ایمنی و لباس‌های محافظ است. این تجهیزات از بدن کارکنان در برابر خطراتی مانند ضربه، بریدگی، حرارت، مواد شیمیایی و ذرات معلق محافظت می‌کنند.
2. تجهیزات حفاظتی: این گروه شامل کمربند ایمنی، بندبازکن، کیسه نجات، طناب و سیستم‌های فرود اضطراری است. این وسایل برای جلوگیری از سقوط از ارتفاع، مقابله با خطرات آتش‌سوزی و انجام عملیات نجات در شرایط اضطراری استفاده می‌شوند.
3. تجهیزات اطفاء حریق: این تجهیزات شامل کپسول‌های آتش‌نشانی، سیستم‌های اعلام حریق و دستگاه‌های اطفاء حریق است که برای کنترل و خاموش کردن آتش‌سوزی‌ها طراحی شده‌اند.
4. تجهیزات ایمنی الکتریکی: این دسته شامل دستگاه‌های قطع برق، پوشش‌های عایق، علائم هشداردهنده الکتریکی و تجهیزات زمین‌کاری است. این وسایل برای جلوگیری از برق‌گرفتگی، شوک الکتریکی و سایر حوادث مرتبط با برق استفاده می‌شوند.
5. تجهیزات حفاظتی شیمیایی: این تجهیزات شامل ماسک‌های تنفسی ویژه، لباس‌های محافظ شیمیایی و دستکش‌های مقاوم در برابر مواد شیمیایی است. این وسایل از کارکنان در برابر تماس با مواد شیمیایی خطرناک و استنشاق گازهای سمی محافظت می‌کنند.
6. سایر تجهیزات ایمنی: این گروه شامل سیستم‌های هشدار و اعلام خطر، تجهیزات ایمنی نصب‌شده روی ماشین‌آلات و خطوط تولید است که برای افزایش ایمنی در محیط‌های صنعتی و جلوگیری از حوادث ناخواسته استفاده می‌شوند.